# یهی ساتو
یهی ساتو (ژاپنی: 佐藤 優平؛ زادهٔ ۲۹ اکتبر ۱۹۹۰) یک بازیکن فوتبال اهل ژاپن است.
از باشگاه‌هایی که در آن بازی کرده‌است می‌توان به باشگاه فوتبال یوکوهاما مارینوس، باشگاه فوتبال آلبیرکس نیگاتا و باشگاه فوتبال مونتدیو یاماگاتا اشاره کرد.